# Lararium

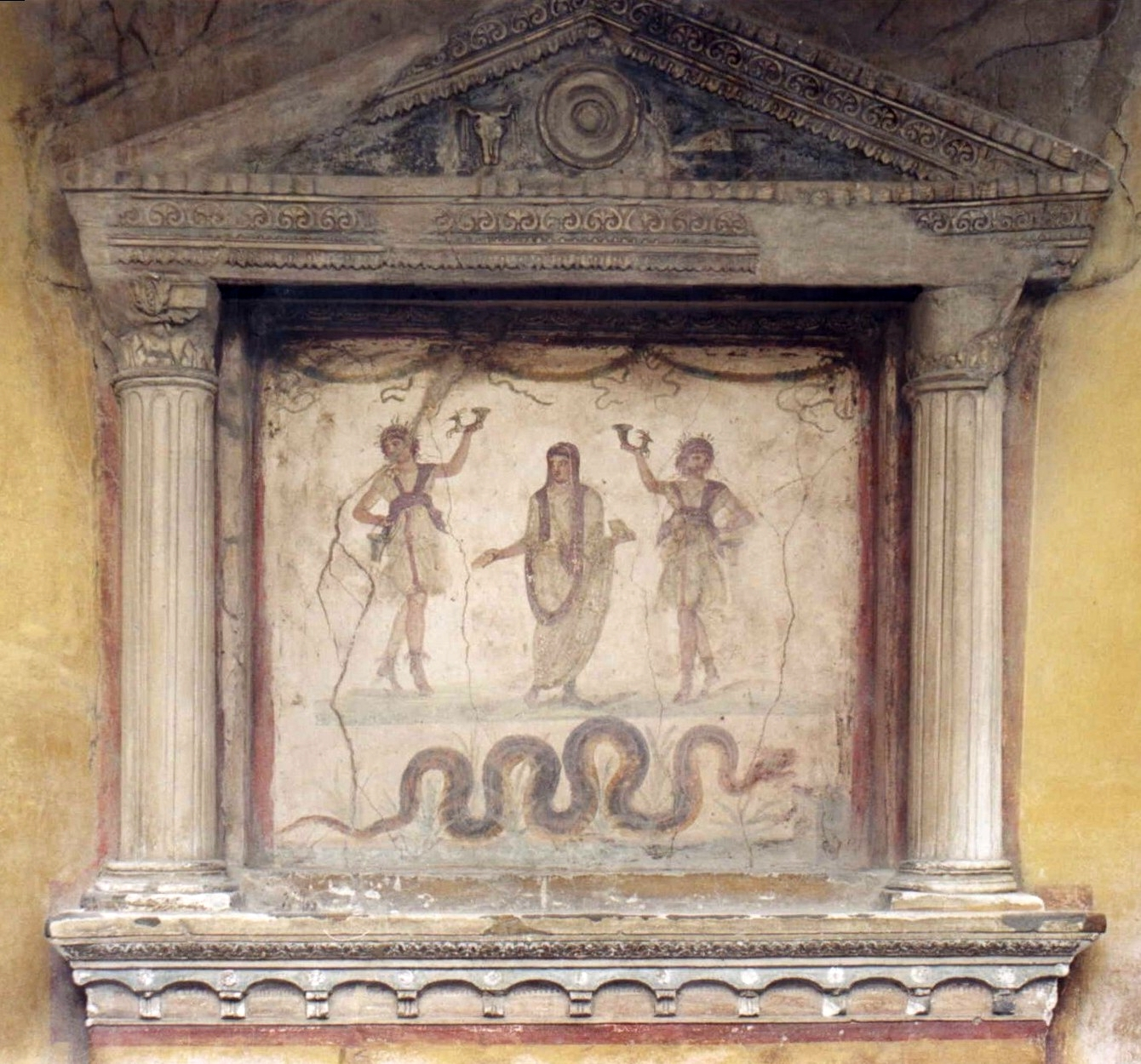
Lararium im Haus der Vettier in Pompeji

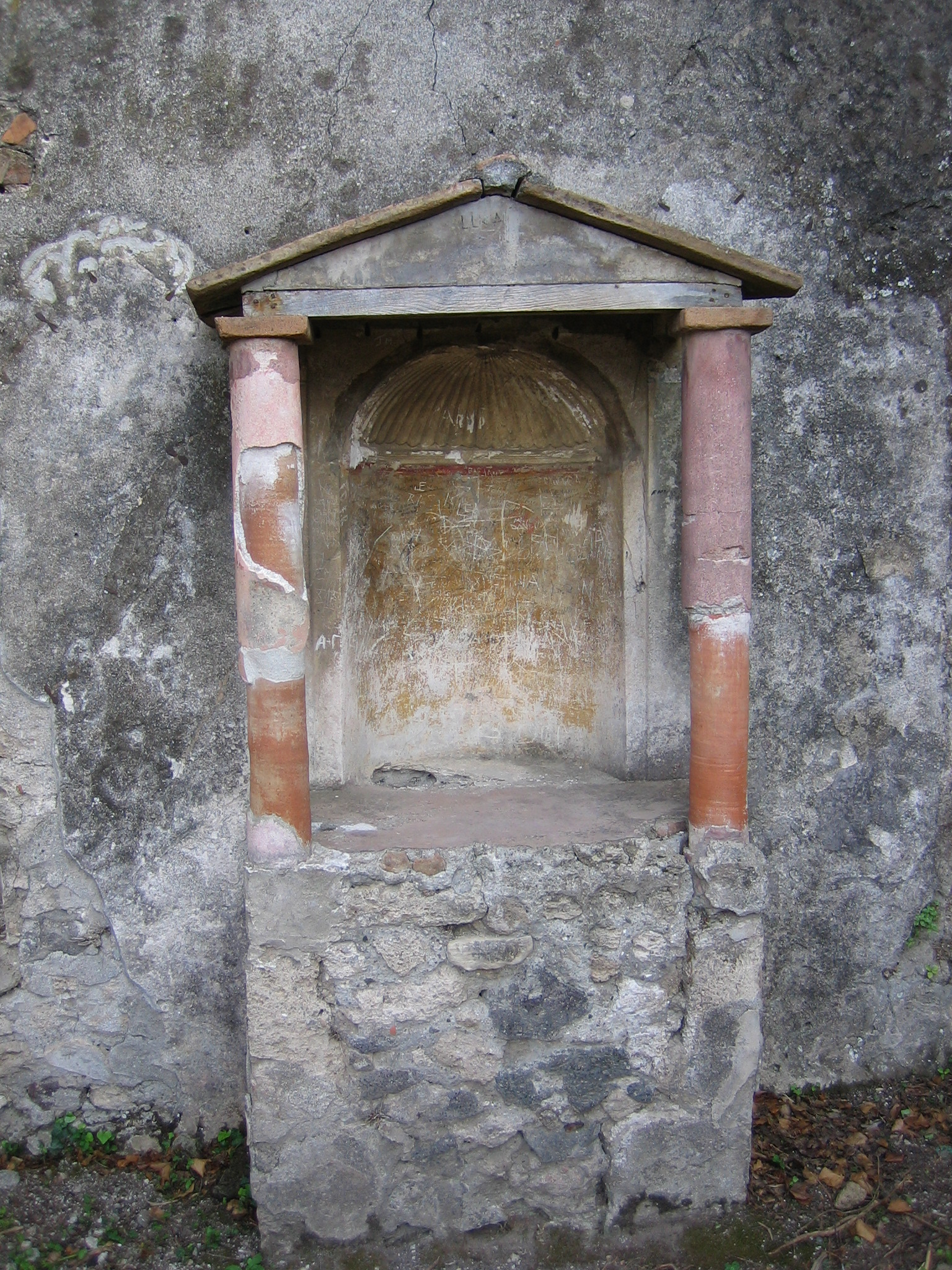
Lararium in Pompeji

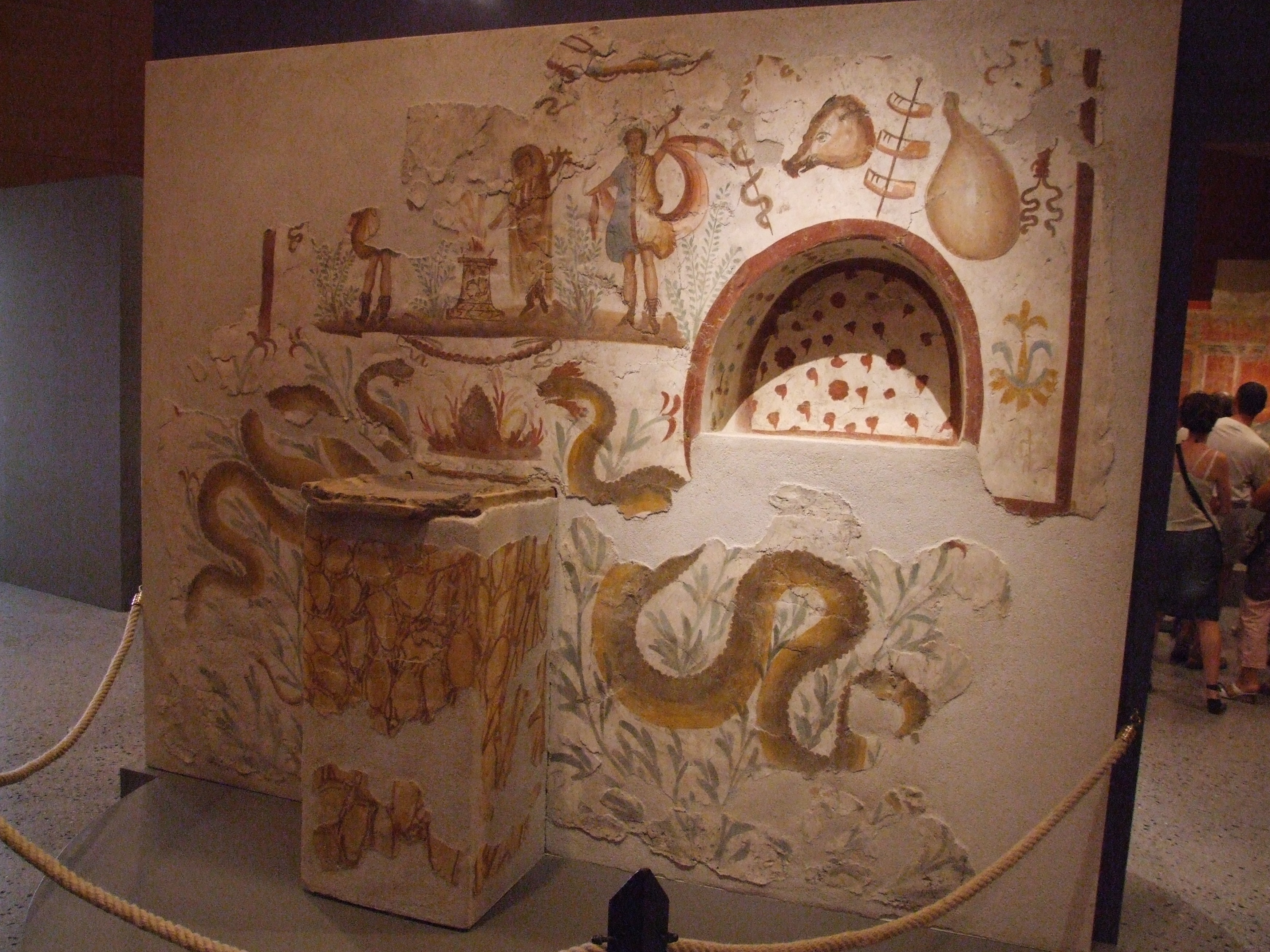
Lararium aus Pompeji (links Opferaltar, umrahmt von zwei Schlangen als Repräsentanten der Lares Loci, über dem Altar Bild eines Pinienzapfens und zwei Eier, darüber Opferszene, rechts Nische für die Götterfigürchen)

Das Lararium (Plural: Lararien) war im römischen Haus der Kultschrein der lares familiares, der Schutzgötter des Hauses bzw. der Familie.
Die Lares sind Schutzgeister, welche an einen festen Ort gebunden sind. Sie dienen als Schutzgeister von Häusern oder Straßenkreuzungen (lares compitales). Neben den Lares huldigten die Römer in den Lararien den Genii. Sie wurden als Schutzgeister von Personen verehrt. Ein Beispiel dafür ist der Genius augusti, der Schutzgeist des Kaisers. Die Darstellung der Genii folgt einem gewissen Muster. Meist tragen sie auf den Abbildungen eine Toga und ein verhülltes Haupt. In der rechten Hand halten sie eine Schale für Trankopfer (patera), in der linken ein Füllhorn (cornucopia). Eine dritte Art von Schutzgeistern sind die Penates. Sie waren die römischen Schutzgeister des Hauses und des Vorrats und wurden ebenfalls in den Lararien verehrt.
Das Lararium befand sich ursprünglich meist im Atrium. Mit der Verlegung des Herdes aus dem Atrium in eine separate Küche wurde auch das Lararium verlegt, häufig in die Küche, Pistrinum oder das Schlafzimmer, manchmal auch in das Peristyl oder den Garten.
Die Befunde in Pompeji sprechen dafür, dass das Lararium oft nur gemalt war, es gibt auch zahlreiche Funde aufwendig ausgestatteter Lararien. Neben den Laren wurden auch Bildnisse anderer Schutzgötter aufgestellt. Die (als unzuverlässig geltende) Historia Augusta berichtet von Severus Alexander, er habe die Bildnisse von Apollonios von Tyana, Jesus Christus, Abraham und Orpheus aufgestellt. Außerdem wurden im Lararium auch häufig die Ahnenbilder aufgestellt.
Der Begriff ist erst aus der Kaiserzeit belegt. Vorher nannte man die Schreine sacrarium, sacellum oder aedicula.
Die an den Weg- und Straßenkreuzungen, den Compitalien, sich befindenden Larenschreine werden in der Archäologie nicht als Lararien bezeichnet. In diesen Larenschreinen verehrten die Römer die Lares publici bzw. Lares compitales. Ihnen zu Ehren fand jedes Jahr im Januar ein dreitägiges Fest statt, die Compitalia.